# Городецкий район (Бобруйский округ)
Городе́цкий район (бел. Гарадзецкі раён) — административно-территориальная единица в Белорусской ССР в 1924—1927 годах, входившая в Бобруйский округ.
Городецкий района был образован в составе Бобруйского округа 17 июля 1924 года. 20 августа 1924 года район был разделён на 7 сельсоветов (Вишенский, Городецкий, Курганский, Малострелковский, Меркуловичский, Приборский, Столиненский). 21 августа 1925 года был образован восьмой сельсовет — Святковский (Святский). 4 августа 1927 года район был упразднён, а его территория присоединена к Рогачёвскому району.